# Balloon Fight
Balloon Fight – komputerowa gra platformowa dla konsoli NES, stworzona i wydana przez Nintendo w 1984. Gra pojawiła się także na NES Classic Edition.